# Monetazione di Suessa
La monetazione di Suessa riguarda le monete coniate a Suessa, una città della Campania antica (l'odierna Sessa Aurunca) abitata dagli Aurunci, un'antica popolazione italica. La città coniò monete nel periodo tra il 268 a.C. e la Seconda guerra punica.
Le monete di Suessa fanno parte dell'insieme di quelle emesse da colonie e alleati di Roma in una zona che si incentrava intorno alla Campania antica; dopo la Seconda guerra punica Suessa, come la maggior parte dei centri dell'Italia oramai romana, non coniò più monete proprie e adottò la monetazione romana, incentrata sul denario.
Tradizionalmente i numismatici trattano le monete suessane come parte della monetazione greca.

## Catalogazione
Per la monetazione di Suessa non è stato pubblicato un testo specificamente dedicato. L'opera con la più ampia trattazione è quella pubblicata da Arthur Sambon, uno studioso francese, dal titolo Les monnaies antiques de l'Italie, edito a Parigi nel 1903. Il libro tratta, nonostante il titolo, solo parte dell'Italia antica: l'Italia centrale e la Campania. Le monete di Suessa sono suddivise in quattro gruppi principali, uno per gli argenti (nº 852-869) e tre per i bronzi: il tipo con Mercurio ed Ercole (nº 870-872), quello con Minerva e il gallo (nº 873-876) e quello con Apollo e il toro androprosopo (nº 877-884). Nei cataloghi si trova un riferimento del tipo "Sambon" seguito dal numero.
Un'analisi meno approfondita ma comunque esaustiva è quella presente in Historia Nummorum Italy, un testo pubblicato in Gran Bretagna nel 2001 a cura di un gruppo di numismatici coordinato da Keith N. Rutter. Questo testo differenzia solo i tipi principali. Nei cataloghi si trova un riferimento del tipo "HN" o "HN Italy" seguito dal numero: 447 per il didracma d'argento con Apollo e il dioscuro, 448 per il bronzo con Mercurio ed Ercole, 449 per Minerva e il gallo e 450 per Apollo e il toro.
Altre fonti di catalogazione sono le Sylloge Nummorum Graecorum; in genere sono usate le più recenti o le più diffuse, come quella dell'American Numismatic Society, quella di Copenaghen e quella di Francia. Per i bronzi è anche usata la Sylloge della collezione Morcom, una collezione di bronzi dell'Occidente greco che si trova in Gran Bretagna. Nei cataloghi si trova un'indicazione abbreviata della Sylloge, del tipo "ANS", "Cop.", "Fran." o "Morcom" seguita dal numero della moneta raffigurata.

## Contesto storico
Il territorio di Suessa, in epoca preromana popolato dagli Aurunci, entrò sotto il dominio di Roma, che vi dedusse una colonia di diritto latino, nel 313-312 a.C.
Suessa coniò monete dal 270 a.C. circa alla Seconda guerra punica. Nel 209 a.C., proprio durante questo conflitto, dodici colonie, tra cui Cales, inviarono legati a Roma, dove rifiutarono di dare l'aiuto che era stato loro richiesto secondo la formula togatorum. Finita la guerra Roma ridusse profondamente l'autonomia precedente e tra le autonomie perse ci fu anche il diritto di coniazione.

## Contesto monetario

Contesto monetario - dislocazione dei centri

Nel periodo tra la Prima e la Seconda guerra punica, in un gruppo di città legate a Roma apparvero nuove monete con caratteristiche simili. Si trattava di monete di bronzo che presentavano due tipologie:
- una mostra al dritto la testa di Apollo volta a sinistra e al rovescio un toro androprosopo, cioè un toro con volto umano, passante verso destra e con la testa di fronte, identico a quello già in uso nella monetazione di Neapolis;
- l'altra mostra al dritto la testa di Minerva con elmo corinzio e al rovescio un gallo stante. Queste monete hanno uno stile simile a monete romane dello stesso periodo.

Alcune di queste città coniarono esclusivamente le monete con Apollo, altre solo quelle con Minerva e altre entrambe; oltre alle tipologie citate, alcune di queste coniarono anche didracmi di piede campano e altre monete enee (cioè di bronzo) con tipi diversi. Le città erano tutte situate nel Latium adiectum, nella Campania e nel bacino del Volturno.
| Zecca                                               | Apollo          | Minerva        | Didramma       | Altro bronzo         |
| --------------------------------------------------- | --------------- | -------------- | -------------- | -------------------- |
| Aesernia                                            | × (S. 175-182)  |                |                | × (S. 183 / 184-189) |
| Aquinum                                             |                 | × (S. 166-170) |                |                      |
| Caiatia                                             |                 | × (S. 974-976) |                |                      |
| Cales                                               | × (S. 919-967)  | × (S. 916-918) | × (S. 885-915) |                      |
| Compulteria                                         | × (S. 1066-73)  |                |                |                      |
| Suessa                                              | × (S. 877-884)  | × (S. 873)     | × (S. 852-869) | × (S. 870-872)       |
| Teanum Sidicinum                                    | × (S. 989-1002) | × (S. 1004)    | × (S. 977-988) | × (S. 1003)          |
| Telesia                                             |                 | × (S. 174)     |                |                      |
| Tra parentesi la catalogazione secondo Sambon, 1903 |                 |                |                |                      |

Le città hanno in comune, oltre ai tipi, anche le monete e alcuni segni identificativi, come la ricorrente sigla ΙΣ. Anche i simboli usati per distinguere le singole emissioni tendono a sovrapporsi, almeno per le città con un più cospicuo numero di emissioni. I simboli usati sono sovrapponibili in larga parte anche con quelli delle monete coeve di Neapolis e di Roma.
Queste coincidenze, insieme alla contemporanea presenza di monete di queste città, nei tesori che ci sono giunti, accanto a quelle di Neapolis e Roma, alle congruità stilistiche e ad altri elementi, hanno spinto gli studiosi a ipotizzare una qualche forma di circolazione comune e l'esistenza di un'autorità sovracittadina per il controllo della monetazione.

## Monete
Le monete di Suessa sono strettamente collegate a quelle delle altre città della zona per stile, tipi e tecniche di produzione; nella città degli Aurunci furono coniate monete d'argento con i tipi di Apollo al dritto e il dioscuro al rovescio e monete di bronzo con tre diversi tipi.

### Argento
Suessa è stata una delle città campane del III secolo a.C. che hanno coniato una loro moneta d'argento, uno statere (o didracma) di piede campano, di circa 7,5 grammi e suddiviso in due dracme. Questo piede fu usato in tutta la costa campana, da Velia e Poseidonia a sud fino a Cuma e Neapolis a nord. In quello stesso secolo il piede fu usato dalle colonie latine e dagli altri socii di Roma, che iniziarono a coniare in quel periodo e decisero di battere anche monete in argento.
Al dritto era raffigurata la testa di Apollo con una corona di alloro; la testa poteva essere volta verso destra (Sambon 852-867 bis) oppure a sinistra (Sambon 868-869). Dietro è presente un simbolo variabile. Sambon ne elenca diversi: lira, triscele, crescente, punta di tridente, spada, pentagono, scudo, elmo macedone, civetta, muso di leone, treppiede, punta di lancia (o foglia), trofeo, fulmine, astro a otto raggi, ala, conchiglia (di pecten), vaso a due anse (o cantaro), elmo. Secondo Head il dritto è in apparenza copiato dagli stateri di Crotone del IV secolo a.C.
Al rovescio era raffigurato un dioscuro su un cavallo al passo, entrambi volti verso sinistra. Il dioscuro tiene con la mano destra una fronda di palma su un nastro annodato; la fronda è poggiata sulla spalla destra. Accanto, sullo sfondo, un altro cavallo senza cavaliere. In esergo è riportato l'etnico, SVESANO. Per quanto riguarda il rovescio le variazioni riguardano la qualità dell'incisione e lo stile delle legende.

### Bronzo
A Suessa furono coniati tre gruppi principali di monete enee: quello con Minerva/gallo, quello con Apollo/toro androprosopo e quello con al dritto la testa di Mercurio e al rovescio Ercole che strangola il leone. I primi due tipi sono in comune con molte altre città dell'area. L'ultimo tipo, con la testa di Mercurio (o Ermes) al dritto ed Ercole (o Eracle) al rovescio, è specifico di Suessa.

#### Mercurio
Al dritto è raffigurata la testa di Mercurio riconoscibile dal petaso, il copricapo che caratterizza il dio. Il tipo con la testa di Mercurio era abbastanza diffuso nella monetazione italica e italiota; è presente infatti sul sestante della monetazione romana, nella monetazione dei Frentani e in quella di Populonia. Lo stile è quello della tradizione dell'Italia centrale.
Davanti c'è una legenda, ΠROBOM, scritta con alcune varianti. Il significato non è chiaro. Il termine probus all'epoca significava "valido". Sambon ipotizza un "probum aes" oppure "probum metallum". Una legenda simile (ΠROΠOM) è presente in bronzo di Beneventum.
Al rovescio è raffigurato Ercole stante, quasi di faccia, che soffoca il leone nemeo. In basso, tra le gambe, c'è una clava. A sinistra l'etnico, SVESANO. Il tipo riprende varie monete greche, in particolare il rovescio di alcuni stateri di Heraclea, una polis della Lucania; è raffigurato anche al rovescio di un denario serrato romano coniato a nome di C. Poblicio, Q. f., verso l'80 a.C.

#### Minerva
Il gruppo di monete con il tipo di Minerva e il gallo è uno dei tre gruppi della monetazione enea di Suessa. Sambon individua quattro serie con il tipo di Pallas al dritto e un gallo al rovescio; le serie sono quelle numerate 873, 874, 875 e 876. La testa della dea, raffigurata al dritto, è volta a sinistra e indossa un elmo corinzio con un lungo pennacchio. Questa lato della moneta è completato da un cerchio di punti. L'elmo è portato sulla nuca lasciando il volto scoperto.
Il tipo raffigurato al dritto è simile a quello delle quincunx di Larinum e di Luceria e ad altre monete tra cui una litra romana. Le varianti di questo gruppo riguardano il dritto e sono determinate da variabilità di tipo stilistico.
Il tipo con Minerva e il gallo è presente anche in diverse altre città dell'area.

#### Apollo
Il terzo gruppo di monete di bronzo presenta al dritto la testa di Apollo, volta a sinistra, cinta da una corona d'alloro; dietro alla testa c'è un simbolo (fulmine) o una lettera greca (Κ, Μ, Ν o Ο).
Al rovescio è raffigurato un toro androprosopo, cioè un toro con faccia umana. Il toro è passante verso destra e la testa è di faccia. Questa creatura rappresenta il dio Acheloo o più in generale una divinità fluviale. Le monete coeve di Neapolis presentano lo stesso tipo, con Apollo al dritto e il toro al rovescio. Una Nike incorona il toro. Tra le zampe del toro è presente una lettera greca, un simbolo (pentagramma) o la sequenza ΙΣ.
Il tipo del toro androprosopo coronato dalla Nike è presente nella monetazione di Neapolis già dal V secolo a.C. e anche nella monetazione di molti altri centri dell'area.
Sambon individua otto varianti principali (877-884), secondo i simboli-lettere e secondo la posizione dell'etnico (al dritto o al rovescio).
| Sambon | Simbolo al dritto | Simbolo al rovescio | Posizione etnico | Note                                |
| --- | ----------------- | ------------------- | ---------------- | ----------------------------------- |
| 877 | fulmine           | Ν                   | al dritto        |                                     |
| 878 | Κ                 | ΙΣ                  | al dritto        |                                     |
| 879 | Μ                 | Π                   | al dritto        | La grafia della lettera usata "Π" è |
| 880 | Μ                 | Μ                   | al dritto        |                                     |
| 881 | Ν                 | Μ o Ν o Π o ΙΣ      | al dritto        | La grafia della lettera usata "Π" è |
| 882 | Ο                 | pentagramma         | al dritto        |                                     |
| 883 | Τ                 | ΙΣ                  | al dritto        |                                     |
| 884 | Ο (o patera)      | –                   | al rovescio      |                                     |
| N.B. la sequenza ΙΣ (iota-sigma) è presente in molte delle monetazioni dell'area. Il significato non è chiaro. |                   |                     |                  |                                     |

## Ritrovamenti
Thompson e al. (in IGCH) riportano sei ritrovamenti di tesori.
| IGCH | Località         | Data ritrovamento | Data seppellimento (a. C.) | Quantità monete suesane e metallo | Altre monete                                                                                        |
| ---- | ---------------- | ----------------- | -------------------------- | --------------------------------- | --------------------------------------------------------------------------------------------------- |
| 1986 | Pietrabbondante  | 1899              | 265-60                     | 16 Æ                              | 17 aes grave e 162 Æ romano-campane e campane                                                       |
| 1995 | Morino           | 1830 circa        | 240-30                     | "molte" Æ                         | "molte" Æ romano-campane e campane                                                                  |
| 2005 | Italia           | 1862              | 230 circa                  | 2                                 | Æ "alcune" romano-campane e "molte" campane                                                         |
| 2015 | Canosa di Puglia | 1911 (?)          | 220                        | 4 stateri                         | 5 stateri greci e 119 argenti romani (2 quadrigati e 117 vittoriati)                                |
| 2031 | Cava dei Tirreni | 1907              | fine III secolo            | 1 Æ                               | 72 Æ e 50 aes grave e coniati romani.                                                               |
| 2058 | Strongoli        | 1889              | I secolo (?)               | 1 Æ (Minerva / gallo)             | 1 elettro di Siracusa, 1 denario della Guerra sociale, 5 denari repubblicani e 3 bronzi di Petelia. |

In base ai ritrovamenti, l'area di diffusione, a parte il dubbio tesoro di Strongoli, è quella dell'Italia centrale.

## Legende ed epigrafia
Le legende nella monetazione di Suessa sono l'etnico e la parola PROBOM. In alcune monete è presente la sigla ΙΣ.
L'etnico, SVESANO, usa la lettera "V", dato che all'epoca non vi era una differenziazione tra le lettere "u" e "v". Esistono alcune varianti nello stile della lettera "S" che a volte è scritta come .
La legenda ΠROBOM presente sul bronzo Mercurio/Ercole ha la lettera Π con la barra verticale destra più corta, . La grafia varia: ΠRBOVM, ΠRBOM ecc. La grafia ΠROBVM, non citata da Sambon, è presente nella collezione di Parigi.

## Pesi e leghe
Non esistono studi specifici sulla qualità del metallo utilizzato. Di norma comunque nel periodo la lega dell'argento era la migliore ottenibile con le procedure dell'epoca. Il piede utilizzato è lo stesso della monetazione di Neapolis e delle altre monetazioni coeve della zona, il cosiddetto piede campano o foceo, con uno statere dal peso teorico di 7,5 grammi, suddiviso in due dracme.
Si riportano i dati delle SNG più recenti.
| Catalogo                                                        | Esemplari      | Peso minimo | Peso massimo | Peso medio | Note |
| --------------------------------------------------------------- | -------------- | ----------- | ------------ | ---------- | --- |
| ANS                                                             | 5 (594-598)    | 6,71        | 7,12         | 6,89       | |
| Copenaghen                                                      | 3 (579-581)    | 6,57        | 7,02         | 6,79       | |
| Francia                                                         | 10 (1146-1155) | 6,82        | 7,21         | 7,08       | Gli esemplari 1149 e 1152 sono suberati. Il 1151 presenta un errore di conio: al rovescio c'è l'impronta del dritto in incuso. |
| N.B. nei pesi medi non sono state calcolate le monete suberate. |                |             |              |            | |

### Fonti primarie
- Tito Livio, Ab urbe condita libri
- Velleio Patercolo, Historiae Romanae ad M. Vinicium consulem libri duo

### Letteratura numismatica
- (EN) Barclay Vincent Head, Historia Numorum: a Manual of Greek Numismatics, 2ª ed., Londra, Oxford, 1911  [1887].
- Serge Boutin, Catalogue des monnaies Grecques antiques de l'ancienne collection Pozzi. Monnaies frappées en Europe, Maastricht, 1979.
- Sidney William Grose, The Fitzwilliam Museum: Catalogue of the Mc Clean Collection of Greek Coins. vol. I: Italy and Sicily, Cambridge, 1923.
- (EN) Keith N. Rutter, Greek coinages of Southern Italy and Sicily, Londra, Spink, 1997, ISBN 0-907605-82-6.
- Keith N. Rutter et al., Historia Nummorum - Italy, Londra, British Museum Press, 2001, ISBN 0-7141-1801-X.
- (FR) Arthur Sambon, Les Monnaies antiques d'Italie, Parigi, 1903, ristampa Forni: ISBN 978-88-271-0107-0.
- Louis Sambon, Recherches sur les monnaies de la presqu'ile italique, Napoli, 1870.
- (EN) Margaret Thompson, Otto Mørkholm e Colin Kraay (a cura di), An Inventory of Greek Coin Hoards, comunemente citato come IGCH, New York, ANS, 1973, ISBN 978-0-89722-068-2.

### Collezioni
- (EN) Joan E. Fisher (a cura di), SNG American Numismatic Society Part 1: Etruria-Calabria, New York, American Numismatic Society, 1969.
- (EN) Willy Schwabacher - Niels Breitenstin (a cura di), SNG Copenaghen, Vol. One: Italy, Sicily, Copenaghen, Danish National Museum, 1981.
- (FR) Anna Rita Parente (a cura di), SNG France, Vol. 6, Part 1: Italie (Étrurie-Calabre), Parigi, Bibliotèque Nationale de France / Numismatica Ars Classica, 2003, ISBN 2-7177-2232-7.